# Cash Money Millionaires
Cash Money Millionaires (также известная как The Millionaires) — американская хип-хоп-супергруппа, состоявшая из рэперов с лейбла Cash Money Records из Нового Орлеана, Луизиана, образованная в 1996 году и распавшаяся в 2001 году. В состав группы входили Big Tymer$ (Baby и Мэнни Фреш) и Hot Boy$ (B.G., Juvenile, Лил Уэйн и Turk). Cash Money Millionaires собирались для организации туров, в том числе совместно с исполнителями лейбла Ruff Ryders Entertainment и рэпером Нелли. В сентябре 2000 года The Millionaires выпустили саундтрек к фильму «Боллер Блокин», в котором сами и снялись. Альбом разошёлся тиражом более чем 500 000 копий и достиг второй строчки Top R&B/Hip-Hop Albums. В 2001 году группа распалась из-за финансовых проблем, однако воссоединилась в 2002 году для записи саундтрека к фильму «Обсуждению не подлежит».

## Дискография

### Студийные альбомы
| Baller Blockin'                                  | - Релиз: 12 сентября 2000 - Лейбл: Cash Money - Формат: CD | 13  | 2  | — | - RIAA: золотой |
| Undisputed                                       | - Релиз: 20 августа 2002 - Лейбл: Cash Money - Формат: CD  | 101 | 41 | 6 |                 |
| «—» обозначает запись, которая не попала в чарт. |                                                            |     |    |   |                 |